# Globoppia globifera
Globoppia globifera är en kvalsterart som först beskrevs av Sandór Mahunka 1989.  Globoppia globifera ingår i släktet Globoppia och familjen Oppiidae. Inga underarter finns listade i Catalogue of Life.